# Grzegorz Kasprzik
Grzegorz Kasprzik (Pyskowice, 20 settembre 1983) è un ex calciatore polacco con passaporto tedesco, di ruolo portiere.

## Biografia
Ha un fratello minore, Tomasz, anch'egli calciatore.